# Эспозито, Симоне
Симоне Эспозито (итал. Simone Esposito; родился 24 мая 1990 года) — итальянский футболист, защитник. Игрок клуба «Пинероло». Экс-игрок молодёжных сборных Италии.

## Клубная карьера
Симоне Эспозито начал свою карьеру в молодёжном составе «Ювентуса» в 2002 году и оставался в рамках молодёжной структуры клуба до 2008 года. Он стал привлекаться к играм за основную команду приз и выигрывает первые трофеи при Клаудио Раньери в 2008 году и Чиро Ферраре в 2009 году. Эспозито дебютировал за первую команду 10 декабря 2008 года в матче Лиги чемпионов 2008/09 против «БАТЭ».